# Vic Lindquist
Carl Victor „Vic“ Lindquist (* 22. März 1908 in Wabigoon, Ontario; † 30. November 1983 in Winnipeg, Manitoba) war ein kanadischer Eishockeyspieler, -trainer und -schiedsrichter. Bei den Olympischen Winterspielen 1932 gewann er als Mitglied der kanadischen Nationalmannschaft die Goldmedaille.

## Karriere
Vic Lindquist begann seine Karriere als Eishockeyspieler bei der Juniorenmannschaft Kenora Thistles, für die er von 1923 bis 1928 aktiv war. Von 1930 bis 1933 spielte er für den Winnipeg Hockey Club, mit dem er 1931 den Allan Cup, den kanadischen Amateurmeistertitel, gewann. Bei den Winterspielen 1932 vertrat er Kanada mit dem Winnipeg Hockey Club. In der Saison 1934/35 spielte er für die Winnipeg Monarchs, mit denen er an der Weltmeisterschaft 1935 teilnahm.
Bei den Olympischen Winterspielen 1936 in Garmisch-Partenkirchen betreute er die schwedische Nationalmannschaft, mit der er den sechsten Platz belegte. Ab 1940 war der Kanadier als Schiedsrichter aktiv und war in dieser Funktion unter anderem bei den Olympischen Winterspielen 1960 in Squaw Valley sowie bei den Weltmeisterschaften 1962 und 1963 tätig.
Im Jahr 1997 wurde Lindquist als Spieler in die IIHF Hall of Fame aufgenommen. Im Jahr 2004 folgte die Aufnahme in die Manitoba Sports Hall of Fame.

### International
Für Kanada nahm Lindquist an den Olympischen Winterspielen 1932 in Lake Placid teil, bei denen er mit seiner Mannschaft die Goldmedaille gewann. Bei der Weltmeisterschaft 1935 gewann er ebenfalls mit seiner Mannschaft die Goldmedaille.

## Erfolge und Auszeichnungen
- 1931 Allan-Cup-Gewinn mit dem Winnipeg Hockey Club
- 1932 Goldmedaille bei den Olympischen Winterspielen
- 1935 Goldmedaille bei der Weltmeisterschaft
- 1997 IIHF Hall of Fame
- 2004 Manitoba Sports Hall of Fame